# Шихмамат
Шихмамат — деревня в Медведевском районе Марий Эл Российской Федерации. Входит в состав Шойбулакского сельского поселения.
Численность населения — 74 человек (2014 год).

## География
Располагается в 6 км от административного центра сельского поселения — села Шойбулак, на левом берегу р. Большая Ошла.

## История
Деревня впервые упоминается в списке селений Царевококшайского уезда в 1839 году как выселок из деревни Поланур. В 1931 году был образован колхоз «Йошкар тумер» («Красная дубрава»).

## Население
| 2010 | 2011 | 2012 | 2013 | 2014 |
| ---- | ---- | ---- | ---- | ---- |
| 64   | ↗77  | ↘74  | →74  | →74  |

Национальный состав на 1 января 2014 г.:
| Национальность | Численность, чел. | Доля    |
| -------------- | ----------------- | ------- |
| всего          | 74                | 100,0 % |
| Марийцы        | 66                | 89,2 %  |
| Русские        | 7                 | 9,5 %   |
| другие         | 1                 | 1,4 %   |

## Описание
Улично-дорожная сеть деревни имеет грунтовое и щебневое покрытие. Просёлочная дорога, ведущая к деревне Поланур, имеет щебневое покрытие.
Жители проживают в индивидуальных домах, не имеющих централизованного водоснабжения и водоотведения. Деревня газифицирована.

## Известные уроженцы
Смирнов Кузьма Алексеевич (1917—1963) —  марийский советский композитор, фольклорист, собиратель и популяризатор марийской народной музыки. Один из основоположников марийской симфонической музыки, автор первой марийской симфонии «Прерванный праздник». Заслуженный деятель искусств Марийской АССР (1951). 